# Стецюк Роман Петрович
Роман Петрович Стецюк (6 лютого 1998, м. Тернопіль, Україна — 3 березня 2022, поблизу м. Сєвєродонецьк, Україна) — український футболіст, військовослужбовець (старший солдат), учасник російсько-української війни. Кавалер ордена «За мужність» III ступеня (2022, посмертно), почесний громадянин міста Тернополя (2022, посмертно).

## Життєпис
Народився 6 лютого 1998 року у місті Тернополі.
Закінчив Тернопільську спеціалізовану школу І-ІІІ ступенів № 3 з поглибленим вивченням іноземних мов.
Випускник тернопільської ДЮСШ, грав у юнацьких футбольних командах донецького «Металурга», «ДСО Поділля», «Козова» та «Говерла». У дитячо-юнацькій футбольній лізі України зіграв 63 матчі. На дорослому рівні дебютував у 2016 році в чемпіонаті Тернопільської області.
Проходив військову службу за контрактом на посаді розвідника підрозділу ЗС України. 
Загинув 3 березня 2022 року, поблизу м. Сєвєродонецька на Луганщині. Похований на Алеї Героїв, що на Микулинецькому цвинтарі в м. Тернополі.

## Нагороди
- орден «За мужність» III ступеня (18 березня 2022, посмертно) — за особисту мужність і самовіддані дії, виявлені у захисті державного суверенітету та територіальної цілісності України, вірність військовій присязі[3];
- почесний громадянин міста Тернополя (22 серпня 2022, посмертно)[4]

## Вшанування пам'яті
У 2023 році на фасаді Тернопільської спеціалізованої школи № 3 відкрито меморіальну дошку Романові Стецюку.